# 圣马丁-德森特利亚斯
圣马丁-德森特利亚斯”（西班牙語：Sant Martí de Centelles），是西班牙加泰罗尼亚巴塞罗那省的一个市镇。总面积26平方公里，总人口1109人（2013年），人口密度30人/平方公里。